# ديليا فالكونر
ديليا فالكونر (بالإنجليزية: Delia Falconer)‏ (1966)؛ روائية أسترالية.